# Droga krajowa B57 (Austria)
Droga krajowa B57 (Güssinger Straße) – droga krajowa we wschodniej Austrii. Arteria zaczyna się w rejonie miasta Oberwart i kieruje się południe przez Güssing do skrzyżowania z B65. Po kilku kilometrach wspólnego przebiegu B57 odbija na południe i prowadzi do Feldbach, gdzie spotyka się z Gleichenberger Straße.

## Odgałęzienie
Droga krajowa B57a (Stegersbacher Straße) – łącznik między B57 a B65. 